# John Murphy (nuotatore)
John Joseph Murphy (19 luglio 1953) è un ex nuotatore statunitense.
Specializzato nel dorso, ha vinto la medaglia d'oro nella staffetta 4x100 m sl e il bronzo nei 100 m dorso ai Giochi olimpici di Monaco 1972.
È stato primatista mondiale nella staffetta 4x100 m sl.

## Palmarès
- Olimpiadi

Monaco 1972: oro nella staffetta 4x100 m sl e bronzo nei 100 m dorso.
- Mondiali

1973 - Belgrado: oro nella staffetta 4x100 m sl.
1975 - Cali: oro nella staffetta 4x100 m sl e argento nei 100 m dorso.
- Giochi panamericani

1971 - Cali: argento nei 100 m dorso.